# 川崎市立東橘中学校
川崎市立東橘中学校（かわさきしりつ ひがしたちばなちゅうがっこう）は、神奈川県川崎市高津区子母口にある公立中学校。通称は「東中」（とうちゅう）。

## 行事
- 4月 - 始業式・入学式・対面式/仮入部開始
- 5月 - 本入部開始/体育祭
- 6月 - 前期中間テスト/校外学習(1年)/修学旅行(3年)/土曜参観
- 7月 - 教育相談週間/学習相談・アドバイス週間
- 8月 - リーダー研修会/総合的な学習の時間まとめ取り(1年:福祉体験/2年:職業体験/3年平和学習講習会)
- 9月 - 前期期末テスト
- 10月 - 三者面談(1/2年)/進路相談(3年)/前期終業式/後期始業式/
文化祭(ふれあい体験/ふれあいバザー/合唱コンクール)
- 11月 - 進路三者面談(3年)/川崎市診断テスト/後期中間テスト
- 12月 - 進路三者面談(3年)/地域清掃ボランティア
- 1月 - ふれあいコンサート
- 2月 - 後期期末テスト/自然教室(1年)
- 3月 - 東中オリンピック/卒業遠足(3年)/三者面談(1/2年)/卒業式/修了式・離退任式

## 歴史
出典
- 1968年（昭和43年）
  - 4月1日 - 設立される。
  - 4月5日 - 第1回入学式挙行。この時点の生徒数は、1学年137名、2学年164名。更に、橘中学校より、1学年生徒185名が、移籍入校。
  - 5月1日 - 校章制定。
  - 5月13日 - 生徒会設立。
  - 5月15日 - PTA設立。
  - 9月2日 - 校旗・生徒会旗制定。教育目標と教育方針決定。
  - 11月22日 - 開校式挙行し、この日（11月22日）を開校記念日と定めた。
- 1970年（昭和45年）
  - 3月1日 - 校歌制定。同日、第1回卒業式挙行。最初の卒業生は170名。
  - 4月5日 - 第2回入学式挙行し、これで全学年が揃った。
- 1971年（昭和46年）
  - 1月15日 - 同窓会設立。
  - 2月24日 - 体育館落成。
- 1973年（昭和48年）
  - 5月1日 - 「第2しいのき学園」分教室として開園。
  - 7月22日 - 放送陸上100mハードル全国一位。
- 1974年（昭和49年）6月24日 - 第6期増築校舎完成（2棟1・2階）。
- 1975年（昭和50年）3月13日 - 第7期増築校舎完成（2棟3・4階）。
- 1978年（昭和53年）
  - 7月31日 - 第8期増築校舎完成（3棟）。
  - 11月25日 - 創立10周年記念式典挙行。
- 1981年（昭和56年）4月2日 - 校庭改修工事完成。
- 1985年（昭和60年）
  - 3月31日 - 「第2しいのき学園」分教室閉園。
  - 10月1日 - PTA 社会を明るくする運動 法務大臣より表彰。
- 1992年（平成4年）4月6日 - 東橘やよい会発足。
- 1994年（平成6年）6月18日 - 子母口小学校との合築体育館施設落成。
- 1995年（平成7年）3月25日 - 校庭改修工事完了。
- 1996年（平成8年）11月12日 - 租税教育推進校として、川崎北税務署長より感謝状受彰。
- 1997年（平成9年）6月7日 - 創立30周年式典挙行。
- 2004年（平成16年） - 全日本アンサンブルコンテスト金賞 サキソフォン四重奏。
- 2005年（平成17年） - 通信陸上川崎大会 陸上男女総合優勝。
  - 川崎市総合大会 陸上男女総合優勝。
  - 全国中学水泳。
    - 女子400Mメドレーリレー 8位。
    - 女子200M平泳ぎ 9位。

  - 全国ジュニアオリンピック水泳。
    - 女子50M平泳ぎ 優勝。
    - 女子100M平泳ぎ 2位。

  - 全国ジュニアオリンピック陸上。
    - 男子200M 6位。
    - 女子一年砲丸投 7位。
- 2006年（平成18年） - 全日本吹奏楽コンクール中学校Aの部 金賞
- 2007年（平成19年）
  - 11月17日 - 創立40周年記念式典挙行。
  - 日付不明 - 通信陸上川崎大会 陸上男子総合優勝。
  - 日付不明 - 全日本吹奏楽コンクール 東関東大会 金賞。
  - 日付不明 - 川崎市総合体育大会 陸上男子総合優勝。
- 2008年（平成20年）
  - 10月7日 - 普通教室冷房化工事完了。
  - 日付不明 - 日本管楽合奏コンテスト 最優秀賞。
  - 日付不明 - 通信陸上川崎大会 陸上男女総合優勝。
  - 日付不明 - 川崎市総合体育大会 陸上男女総合優勝。
  - 日付不明 - 神奈川県総合体育大会 陸上男子準優勝、女子五位、男女総合準優勝。
  - 日付不明 - 全国ジュニアオリンピック陸上男子二年走り幅跳び 八位。
- 2009年（平成21年）8月31日 - 2棟アルミサッシ工事完了。
- 2010年（平成22年）
  - 川崎市総合体育大会　駅伝男子4位→県大会出場。
  - 吹奏楽部　東関東大会金賞。
  - 日本管楽合奏コンテスト 審査員特別賞。
- 2014年（平成26年）12月 - グラウンド改修工事開始。
- 2015年（平成27年）
  - 7月31日 - 小中合築校舎完成し、引き渡し。
  - 8月26日 - 生徒初登校。
  - 9月3日 - 小中児童生徒対面式挙行。
- 2016年（平成28年）
  - 8月下旬 - グラウンド改修工事完了。
  - 11月26日 - 子母口小学校・東橘中学校新校舎落成記念式典挙行。
- 2017年（平成29年）11月17日 - 創立50周年記念式典挙行。
- 2020年（令和2年）2月7日 - 中学校区学校運営協議会発足。

## 今後の予定
- 隣接している川崎市立子母口小学校の児童数が川崎市No.1になるほど急激な増加で校舎が不足する事態となり、当初は高津区蟹ヶ谷の市営四方嶺(よものみね)住宅跡地に「蟹ヶ谷小学校(仮称)」として分離新設し、蟹ヶ谷地区の児童を通学させようと試みたが、跡地まで重機が通行不可に近い状態や道路の拡張工事を行ったり、国との協議状況から開校は、計画上2018年以降となってしまった。
- 到底間に合わないと判断した市は2010年に施設の老朽化や整備が遅れている本校との小中9年間にわたる良好な教育環境の確保するため合築とする計画に方針変更した。
- 市営四方嶺住宅跡地を利用し、学校が建築段階に移ったときのために仮設校舎を建設する予定である。
- 小学校側に校舎、中学校側に校庭が建築されるため体育館、武道場、プールを残し、既存校舎をすべて取り壊す予定である。
- 合築後は小中一貫校として小中一貫教育になるが、本校には久末小学校の卒業生が入学するため、本校と子母口小学校、久末小学校との3校提携を行い、中学校または小学校教諭が久末小学校へ出向き教育する方法を2011年度から開始した。
- 本計画のモデル校は川崎市麻生区にある川崎市立はるひ野小中学校(2008年4月開校)である。

- 2010年 - 2011年
  - 合築計画基本構想
- 2011年 - 2013年
  - 基本設計・実施設計
  - 市営四方嶺住宅跡地 子母口小学校仮設校舎設置工事
- 2013年 - 2015年
  - 既存子母口小学校校舎解体工事
  - 合築校舎改築工事
  - 子母口小学校仮設校舎にて学校運営開始
- 2015年 - 
  - 合築校舎供用開始
  - 既存東橘中学校校舎解体工事・外構工事

## 通学区域
出典
- 高津区
  - 明津
  - 蟹ヶ谷
  - 子母口
  - 子母口富士見台
    - 上記地域は、子母口小学校の通学区域。

  - 久末
    - 上記地域は、久末小学校の通学区域。

## 著名な卒業生
- YUI（RYTHEM）
- YUKA（RYTHEM）
- 松本利夫（EXILE）[4]
- YUIMETAL （BABYMETAL）
- 本田奎 （棋士 (将棋)）
- 高山薫 （サッカー選手）[5]
- 古賀ひより （柔道選手）

## アクセス
- 川崎市営バス「城11」・「川68」・「杉03」・「杉04」・「杉10」・「溝06」・「溝21」・「溝23」・「溝25」・「鷺02」の各系統で、「子母口小学校入口」バス停より、
  - 1番ポール[6]から、徒歩約130m・約2分。
  - 2番ポール[7]から、徒歩約220m・約4分。
- 東急バス「城01」・「溝22」の各系統で、「子母口住宅前」バス停より、
  - 1番ポール[8]から、徒歩約440m・約7分。
  - 2番ポール[9]から、徒歩約375m・約6分。
    - なお、各鉄道駅・施設から、各バス停までの所要時間については、各運行会社のホームページを確認するか、担当営業所まで電話にて要問合せ。

## 学校周辺
- 川崎市立子母口小学校 - 同一建物内で、進学前小学校。
- 神奈川県道14号鶴見溝ノ口線 - 川崎市営バス路線が通る県道。
- 橘公園
- 川崎市西部公園管理事務所
- 矢上川
- 川崎市立蟹ヶ谷保育園
- 神奈川県道106号子母口綱島線 - 東急バス路線が通る県道。